# Siao Ťie
Siao Ťie (čínsky pchin-jinem Xiào Jié, znaky 肖捷; * 13. června 1957 Peking) je čínský politik, od března 2023 místopředseda stálého výboru Všečínského shromáždění lidových zástupců, permanentního orgánu čínského parlamentu. Předtím byl v letech 2018–2023 státní poradce a generální sekretář státní rady ve druhé Li Kche-čchiangově vládě, a od listopadu 2016 do března 2018 zastával post ministra financí Čínské lidové republiky v první Li Kche-čchiangově vládě.
Po dvacetileté kariéře úředníka na Ministerstvu financí byl Siao Ťie jmenován viceguvernérem provincie Chu-nan, poté byl v letech 2007–2013 ředitel Státní daňové správy a následně působil jako zástupce generálního tajemníka Státní rady a vedoucí kanceláře premiéra Li Kche-čchianga.
Byl členem 17., 18., 19., a v současnosti je členem 20. ústředního výboru Komunistické strany Číny.

## Životopis

### Mládí a vzdělání
Siao Ťie se narodil 13. června 1957 v Pekingu. Jeho rodina je původem z okresu Kchaj-jüan, v prefektuře Tchie-ling v severovýchodní provincii Liao-ning. V srpnu 1985 se stal členem Komunistické strany Číny. Absolvoval bakalářské studium financí na Čínské lidové univerzitě v Pekingu, v letech 1987–1989 absolvoval zahraniční studium v Západním Německu, v roce 1995 získal doktorát z ekonomie na Výzkumném institutu fiskálních věd Ministerstva financí ČLR.

### Kariéra
Siao byl po dvě dekády úředníkem na Ministerstvu financí Čínské lidové republiky. V letech 1994–1998 působil jako zástupce vedoucího sekce všeobecných reforem, poté v letech 1998–2000 vedoucí správní kanceláře Ministerstva financí, a následně od června 2000 do září 2001 vedoucí oddělení státní pokladny. Od září 2001 do července 2005 zastával post náměstka ministra financí a byl členem stranického výboru ministerstva.
V červenci 2005 byl jmenován viceguvernérem provincie Chu-nan, a zároveň se stal členem stálého výboru chunanského provinčního výboru Komunistické strany Číny. V Chu-nanu setrval do srpna 2007, kdy byl jmenován ředitelem Státní daňové správy. Na XVII. stranickém sjezdu v říjnu 2007 byl zvolen členem 17. ústředního výboru Komunistické strany Číny.

### Vládní působení
Od března 2013 do jeho jmenování do vládní funkce v roce 2016 byl zástupcem generálního sekretáře Státní rady a vedoucím kanceláře premiéra Li Kche-čchianga. Dne 7. listopadu 2016 byl jmenován do funkce ministra financí Čínské lidové republiky v první Li Kche-čchiangově vládě, přičemž nahradil dosavadního ministra Lou Ťi-weje, který dosáhl čínského politického důchodového věku.
Od října 2017 byl členem 19. ústředního výboru Komunistické strany Číny a také ústřední komise pro finanční a ekonomické věci.
19. března 2018 byl jmenován státním poradcem a generálním sekretářem Státní rady ve druhé Li Kche-čchiangově vládě.
Na XX. sjezdu Komunistické strany Činy v říjnu 2022 byl zvolen členem 20. ústředního výboru.
Dne 10. března 2023 byl zvolen místopředsedou stálého výboru (14.) Všečínského shromáždění lidových zástupců, čínského parlamentu, resp. jeho permanentního stopadesátičlenného orgánu.